# Paco Pil
Paco Pil   (València, 1 de setembre de 1969) és un DJ, cantant, animador, actor i locutor de ràdio valencià que va iniciar la seva carrera a la dècada del 1990 vinculat al sorgiment de la música màkina. També conegut com a Dr. Pil o Frank Gaudí, va presentar programes a Antena 3 com Leña al mono que es de goma o Un planeta de movidas.
Es va iniciar al món musical amb onze anys com a locutor de ràdio, a Ràdio Montornès, destacant per la força de la seva veu. Més endavant, va aconseguir ser disc d'or amb l'àlbum de 1994 Energía positiva, de música eurodance, amb cançons com «Dimensión divertida», «Viva la fiesta» i «Johnny techno ska». Després d'aquest èxit, la seva separació de la cantant Whigfield i la dissolució de la seva companyia discogràfica, Max Music, Paco Pil va començar a viatjar per diferents ciutats d'Europa i Amèrica amb un nou pseudònim, Frank Gaudí, i, posteriorment, acompanyat de la cantant Brisa Play.

## Discografia

### Com a Paco Pil
- Energía positiva (1994, compost i produït per Paco Pil, Toni Peret i Josep Maria Castells)

### Com a Dr. Pil
- I'm too sexy
- I want your love
- Julio Posadas & Paco Pil: ¡Deja que tu cuerpo aprenda!
- Paco Pil: Tribalero/La Plaza
- Paco Pil & Del Pino Bros.: Move Your Ass
- Paco Pil & Del Pino Bros.: I Found Loving Techno Mix

## Obra publicada
- Pil, Paco; Alonso, Santiago. Me debes una fiesta: la loca historia de Paco Pil.  Benalmádena: Applehead Team, 2023. ISBN 978-84-126477-8-5.[5]